# Осадка
Осадка (слч. Osádka) насељено је мјесто са административним статусом сеоске општине (слч. obec) у округу Долни Кубин, у Жилинском крају, Словачка Република.

## Становништво
| Година:    | 1994. | 2004.    | 2014.   | 2024.    |
| ---------- | ----- | -------- | ------- | -------- |
| Број људи: | 157   | 140      | 141     | 175      |
| Разлика:   |       | -10,82 % | +0,71 % | +24,11 % |

| Година:    | 2023. | 2024.   |
| ---------- | ----- | ------- |
| Број људи: | 176   | 175     |
| Разлика:   |       | -0,56 % |

Према подацима о броју становника из 2011. године насеље је имало 137 становника.